# Desmosoma antarcticum
Desmosoma antarcticum là một loài chân đều trong họ Desmosomatidae. Loài này được Kussakin miêu tả khoa học năm 1982.